# Pik Kaschkar
Der Pik Kaschkar (russisch Пик Кашка, auch Кошкар oder Кочкар-баши) ist ein Berg im chinesischen Teil des Tian Shan unweit der Grenze zu Kirgisistan.

## Lage
Der 6435 m hohe Pik Kaschkar liegt 16,6 km südlich des in der Gebirgskette Kakschaaltoo gelegenen Dschengisch Tschokusu (Pik Pobeda). Der Pik Kaschkar bildet ein eigenständiges Massiv. Ein 4900 m hoher Sattel bildet die Bezugsscharte zum 7439 m hohen Dschengisch Tschokusu.
Die Südwestflanke des vergletscherten Pik Kaschkar wird über den Temirsugletscher entwässert. Die Gletscher an den Nordost- und Ostflanken strömen dem Westlichen Tschong-Terek-Gletscher zu.